# リバティメディア
リバティメディア（英: Liberty Media Corporation）は、アメリカのマスメディア関連企業である。またフォーミュラワン・グループ、ドルナスポーツを傘下に収め、フォーミュラ1、MotoGPと、四輪と二輪の最高峰レースとなる二つのモータースポーツ事業を所有している。

## 概要
1991年3月、かつて全米最大のケーブルテレビ会社・テレコミュニケーションズ（TCI）のCEOであったジョン・マローンが、TCIから分離し設立した。しかし1994年にTCIと再合併した。
1999年3月、AT&TがTCIを480億ドルで買収し、AT&Tの傘下となるが、2001年、AT&Tからスピンオフにより独立した。
かつてはターナー・ブロードキャスティング・システム（TBS）に出資していたり、リバティメディアが所有していたスポーツ専門チャンネル・Prime SportsがFOXスポーツネット（FSN）の前身であったこともあって、タイム・ワーナーやニューズ・コーポレーションの大株主であった。またアトランタ・ブレーブスも所有していた。
また近年はフォーミュラワン・グループ、ドルナスポーツなどを買収し、スポーツビジネスにも注力している。

## 沿革
- 1990年 - TCIのケーブル番組制作配給統括を目的としてリバティメディア設立。
- 1991年 - NASDAQに上場。
- 1994年 - TCIと合併。
- 1995年 - リバティメディア・グループのトラッキング・ストックがNASDAQ上場。リバティメディアが所有していたホーム・ショッピング・ネットワーク（英語版）（HSN）をバリー・ディラーがオーナーのSilver King社と合併（1997年にUSAネットワークを買収するが、ショッピング関連部門以外をヴィヴェンディ・ユニバーサルに売却、現在はIAC Inc.（英語版））。
- 1996年 - タイム・ワーナーのターナー・ブロードキャスティング・システム（TBS、1987年TCIが出資）合併により、タイム・ワーナー株式7.5%を取得。ニューズ・コーポレーションと折半出資によりFox/Liberty Networks設立。リバティメディアが保有していたPrime Sportsとニューズ・コーポレーションがTBSから買収したSportsSouthにより「FOXスポーツネット（FSN）」発足。1994年に放送開始した「FX」もFox/Libertyが運営。
- 1998年 - ブラック・エンターテインメント・テレビジョン（BET）を創業者のロバート・ジョンソンと共同で買収。スペイン語放送局のテレムンドをソニー・ピクチャーズ エンタテインメントと共同で買収。
- 1999年 - AT&TによるTCI買収に伴い、技術投資・海外統括事業を行うTCIベンチャー・グループがリバティメディア・グループに統合、トラッキング・ストックがニューヨーク証券取引所に上場。リバティメディアが保有するFox/Liberty Networksの持ち分とニューズ・コーポレーション株式8%を交換。
- 2000年 - リバティメディアが保有するBET株をバイアコム（現・CBSコーポレーション）に株式交換の形で譲渡。また、アセント・エンターテイメント・グループの買収により、デンバー・ナゲッツ（NBA）とコロラド・アバランチ（NHL）、および両チームの本拠地・ペプシ・センターのオーナーとなるが、同年現オーナーのE・スタンリー・クロンクに売却（現在も運営会社「Kroenke Arena Company, LLC」の6.5%を保有）。
- 2001年 - AT&Tからリバティメディアが分離（スピンオフ）。ニューヨーク証券取引所上場（ちなみに、当時のティッカーシンボルは「L」の一文字だった）。ドイツテレコムのケーブルテレビ事業買収がドイツカルテル庁に阻止される。テレムンドの株式をゼネラル・エレクトリック傘下のNBCに売却。
- 2002年 - USAネットワーク株式20%をヴィヴェンディ・ユニバーサルに売却。
- 2003年 - コムキャストからQVCの経営権を79億ドルで買収、完全子会社とする。
- 2004年1月 - UnitedGlobalCom（UGC）の経営権を取得。
- 2004年6月 - 国際部門をリバティメディア・インターナショナル（Liberty Media International, Inc.、LMI）としてスピンオフ。
- 2005年1月 - LMIとUGCが合併、新会社リバティ・グローバル（Liberty Global, Inc.、LGI）設立。
- 2005年3月 - ディスカバリー・ホールディング（Discovery Holding Company）をスピンオフ。リバティメディアが保有していたディスカバリー・コミュニケーションズ（ディスカバリー・チャンネルなどを運営）株式を新会社に移転。
- 2006年5月 - タイム・ワーナーと共同で設立したCourt TVの株式（50%）をタイム・ワーナーに7億3500万ドルで売却。「リバティ・キャピタル・グループ」と「リバティ・インタラクティブ・グループ」の2部門のトラッキング・ストックがNASDAQ上場。
- 2006年12月 - リバティメディアが保有していたニューズ・コーポレーションの株式16.1%と、ニューズ・コーポレーションが保有していた、ディレクTVグループの株式38.5%および、FOXスポーツネット加盟局3局などを交換することに合意した。（2008年2月交換完了）。
- 2007年2月 - リバティメディアが保有していたタイム・ワーナーの株式と、タイム・ワーナーが保有していたMLBのアトランタ・ブレーブスを交換することで交渉が成立。同年5月16日に、オーナー会議でチーム譲渡が満場一致で承認された。評価額は4億5000万ドル（約545億円）だった。また、リバティメディアが保有していたCBSコーポレーション株式と、グリーンベイに所有していたCBS直営局（WFRV-TV）を交換。CBSネットワークの加盟局とする。
- 2008年3月 - リバティ・キャピタルを分割、新トラッキング・ストック「リバティ・エンターテイメント・グループ」を新設。IAC/InteractiveCorpのスピンオフに反対する訴訟に敗訴。
- 2008年9月 - リバティ・エンターテイメント・グループのスピンオフを発表。
- 2009年2月 - 衛星ラジオのシリウスXMに5億3000万ドル出資。
- 2009年5月 - ディレクTVは、ディレクTVグループ株式の54%を保有するリバティ・エンターテイメント・グループ（リバティメディアのトラッキング・ストック）との合併を発表（2009年11月完了）。スターズ、Wild Blueなどはリバティメディアに残り、新トラッキング・ストック、リバティ・スターズ（Liberty Starz）を発行。
- 2016年9月 - F1の興行権を持つフォーミュラワン・グループを44億ドルで買収することで、CVC キャピタル・パートナーズと合意した[11][9]。
- 2023年7月 - 傘下のアトランタ・ブレーブスが会社分割され、新たに独立した公開会社である持株会社アトランタ・ブレーブス・ホールディングス傘下の、ブレーブス・ホールディングスの一部となった[12][13]。
- 2024年4月 - ロードレース世界選手権（MotoGP）並びにスーパーバイク世界選手権（SBK）を運営する、ドルナスポーツの買収を発表[14]。42億ユーロで2024年末に買収を完了。これで四輪と二輪の最高峰レースとなるF1とMotoGPのオーナーが2025年から同一となることになった。

## リバティメディアが株式を保有している主な企業
リバティメディア自体は証券市場には上場していないが、3つの部門それぞれが、トラッキング・ストックを発行しており、各トラッキング・ストックは3つの個別のシリーズ（A、B、C）に分かれており、個別の議決権を持っているため、同社の普通株は9つの個別の銘柄コードで取引されている。9つのうち7つはNASDAQに上場されており、2つは店頭取引されている。

### リバティ・ライブ・グループ
- ライブ・ネイション・エンターテインメント（35％）[15]

### リバティ・シリウスXM・グループ
- シリウスXMラジオ（83％）[16]

### フォーミュラワン・グループ
- フォーミュラワン・グループ（100％）[17]
- ドルナスポーツ（86％）
- アソシエイテッド・パートナーズ・LP（33％）
- リバティメディアアクイジションコーポレーション（20％）
- リバティテクノロジーベンチャーキャピタルLLC（80％）
- メイヤー・シャンク・レーシング（30％）

### かつて保有していた企業
- アトランタ・ブレーブス - 会社分割され新たに独立した公開会社である、持株会社アトランタ・ブレーブス・ホールディングス傘下の、ブレーブス・ホールディングスの一部となった[12][13]。

- リバティ・グローバル（Liberty Global, Inc.（LGI））NASDAQ: LBTYA
- ディスカバリー・ホールディング（Discovery Holding Company（DHC））
  - 2008年9月、ディスカバリー・コミュニケーションズ（Discovery Communications, Inc.（DCI））と合併。
- リバティ・エンターテイメント（Liberty Entertainment, Inc.（LEI））※旧リバティ・エンターテイメント・グループ
  - 2009年11月、リバティ・エンターテイメントが54%を保有していたディレクTVグループ, Inc.（ディレクTVの運営）と合併。
    - ディレクTV スポーツネットワーク（旧Liberty Sports Holdings, LLC。FSN加盟局3局(シアトル、デンバー、ピッツバーグ)を運営）100%
    - FUN Technologies Inc.（カジュアルゲームやファンタジースポーツの運営）100%
- QVC - 持株会社クラーテ・リテール・グループの傘下企業として分離[18]。

## 日本での展開
日本では、住友商事とパートナーを組み、1995年にはケーブルテレビのMSOであるジュピターテレコム（J:COM）、1996年には番組供給事業を統括するジュピター・プログラミング・ネットワーク（JPC、現・JCOM メディア事業部門）を設立している。また、2004年には、単独でメディアッティ・コミュニケーションズにも出資している（2008年ジュピターテレコムに合併）。国際部門の分離により、これらの株式はリバティ・グローバルが住商/エルジーアイ・スーパー・メディア（現・KDDIグローバル・メディア）などを通じて保有していたが、2010年KDDIにすべて譲渡、日本市場から撤退した。
また、子会社のQVCは、2000年に三井物産との合弁でQVCジャパンを設立している。